# Jojo Lake
Jojo Lake är en sjö i Kanada.   Den ligger i Thunder Bay District och provinsen Ontario, i den sydöstra delen av landet, 1 100 km nordväst om huvudstaden Ottawa. Jojo Lake ligger 302 meter över havet. Arean är 1,1 kvadratkilometer. Den sträcker sig 4,4 kilometer i nord-sydlig riktning, och 0,9 kilometer i öst-västlig riktning.
I omgivningarna runt Jojo Lake växer i huvudsak barrskog. Trakten runt Jojo Lake är nära nog obefolkad, med mindre än två invånare per kvadratkilometer.